# Lieux (Perec)
Lieux est un projet inachevé de l'écrivain Georges Perec, mené de 1969 à 1975. Il a été publié à titre posthume en 2022.

## Description
L'objectif de ce projet était de décrire chaque année, pendant 12 ans, 12 lieux, une fois par observation directe, une autre fois de mémoire.
L' ensemble devait aboutir à 288 textes, selon une grille de construction gouvernée par deux carrés latins fournis par le mathématicien C. P. Ramanujam. Cette ossature permettait de décrire chacun des lieux en des mois différents, et de jamais décrire dans le même mois le même couple de lieux.
La manière d'utiliser ces textes, conservés dans des enveloppes scellées, serait choisie par Perec à la toute fin du projet, en 1981 d'après le planning initial.
Le projet est exposé en détail dans deux lettres de 1969, l'une à Maurice Nadeau, l'autre à Ramanujam, et plus tard dans l'ouvrage Espèces d'espaces. 
Perec attendait de ce projet « les traces d'un triple vieillissement : celui des lieux eux-mêmes, celui de mon souvenir, et celui de mon écriture. » Il revendiquait également un aspect autobiographique, les lieux choisis étant ceux où il avait vécu, ou auxquels le rattachaient des souvenirs particuliers.

## Réalisation
Le projet fut mené du 27 janvier 1969 au 27 septembre 1975, avec un long arrêt en 1973-1974, pendant le tournage d'Un homme qui dort. Au total furent écrits 133 textes.
Les raisons de l'abandon donnent lieu à diverses interprétations : lassitude ou blocage lié à l'autobiographie. Perec déclare ne pas avoir compris la nature de cet échec, tout en précisant avoir tourné «  autour de ces textes en cherchant quelque chose qui n’était pas dans le protocole» et avoir ressenti un « sentiment de jubilation et de libération » à l'ouverture des enveloppes.

## Arrêt et publications partielles
Dès l'arrêt du projet Lieux, Perec commença la rédaction de La vie mode d'emploi. Auparavant, il avait écrit W ou le souvenir d'enfance pour lequel furent ouvertes les enveloppes concernant la rue Vilin. « L'idée de revenir rue Vilin n'avait plus de raison d'être. »
Quelques-uns des textes furent réutilisés, regroupés sous le titre de Tentative de description de quelques lieux parisiens :
- Guettées[11], Les Lettres nouvelles, 1977, no 1.
- Vues d'Italie, Nouvelle revue de psychanalyse, no 16, 1977.
- La rue Vilin, L'Humanité, 11 novembre 1977, repris dans le volume L'Infra-ordinaire.
- Allées et venues rue de l'Assomption, L'Arc, no 76, 1979.
- Stations Mabillon, Action poétique, no 8, 1980.

## Éditions

### Papier
- Lieux, édition de Jean-Luc Jolly, Seuil, Librairie du XXIe siècle, mars 2022  (ISBN 978-2-02-111409-6).

### Numérique
- Édition interactive augmentée, Seuil, mars 2022.